# Kvarnsjön (Krogsereds socken, Halland, 632825-132809)
Kvarnsjön är en sjö i Falkenbergs kommun i Halland och ingår i Ätrans huvudavrinningsområde.